# Associació Europea de Bioseguretat
L'Associació Europea de Bioseguretat (EBSA, de l'anglès European BioSafety Association) és una organització sense ànim de lucre que té com a objectiu proporcionar un fòrum per als seus membres per debatre temes relacionats amb la bioseguretat i les activitats associades L'associació amb seu a Gentbrugge (Bèlgica) i fundada el juny del 1996, té més de 400 membres i el seu abast no és únicament dels vint-i-set membres de la Unió Europea, sinó tot el continent. Els seus membres són professionals d'universitats i centres de recerca, o representen governs o organitzacions privades.
Entre els seus objectius hi ha: Establir i comunicar les millors pràctiques de bioseguretat i biocontenció entre els seus membres i fomentar el diàleg i les discussions sobre qüestions de desenvolupament; representar i defensar els interessos col·lectius dels seus membres en tots els àmbits relacionats amb la bioseguretat i la biocontenció, i influir i donar suport a la legislació i normes emergents, amb l'objectiu de garantir la prevenció de danys per a les persones o al medi ambient a partir de substàncies o materials biològics.
L'EBSA col·labora amb altres organitzacions internacionals com ara la Federació Internacional d'Associacions de Bioseguretat (IFBA, de l'anglès International Federation of Biosafety Associations), Comitè Europeu d'Estandardització (CEN) o l'Organització Internacional per a l'Estandardització (ISO) per gestionar els riscos associats a l'ús i maneig de substàncies biològiques que podrien causar accidents o afectar la salut i per establir normes per prevenir l'ús intencionat d'aquestes substàncies. De fet, l'EBSA i l'Associació Americana de Seguretat Biològica (ABSA, de l'anglès American Biological Safety Association) han tingut un paper destacat en la implementació de normes de seguretat en els laboratoris que treballen amb materials biològics.
En el marc de la Unió Europea, l'EBSA proporciona assessorament en la preparació de documents relacionats amb bioseguretat.